# Geradsichtprisma
Das Geradsichtprisma, auch unter dem Namen Dispersionsprisma bekannt, ist ein optisches Instrument, das von Giovanni Battista Amici erfunden wurde. Durch ein Geradsichtprisma wird Licht, ohne die Richtung der optischen Achse zu ändern, spektral zerlegt.

Strahlenverlauf von Licht unterschiedlicher Wellenlänge in einem Geradsichtprisma (W = weißes Licht, B = kurzwelliger, blauer Anteil, R = langwelliger, roter Anteil, G = grünes Licht aus der Mitte des Spektrums wird nicht abgelenkt.)

Ein Geradsichtprisma ist aus drei Prismen zusammengesetzt, von denen das mittlere aus Flintglas und die beiden äußeren aus Kronglas bestehen. Im Vergleich zu Kronglas bricht Flintglas das Licht stärker (größerer Brechungsindex) und fächert die Spektralfarben auch stärker auf (größere Dispersion).
Durch die Kombination von zwei Kronglas-Prismen mit einem „kopfstehenden“ Flintglas-Prisma zwischen den beiden ist es daher möglich, die Ablenkung des Lichts einer bestimmten Spektralfarbe zu kompensieren. Dieses Licht verlässt das Geradsichtprisma genau in Verlängerung des einfallenden Lichtstrahls, also in Geradeausrichtung.
Die stärkere Auffächerung der Spektralfarben im Flintglasprisma wird durch die (schwächere) Dispersion in den Kronglasprismen zwar verringert aber nicht aufgehoben. Daher zerlegt ein Geradsichtprisma weißes Licht in seine spektralen Bestandteile, vermeidet dabei aber den bei normalen, einfachen Prismen auftretenden Knick des Strahlengangs.

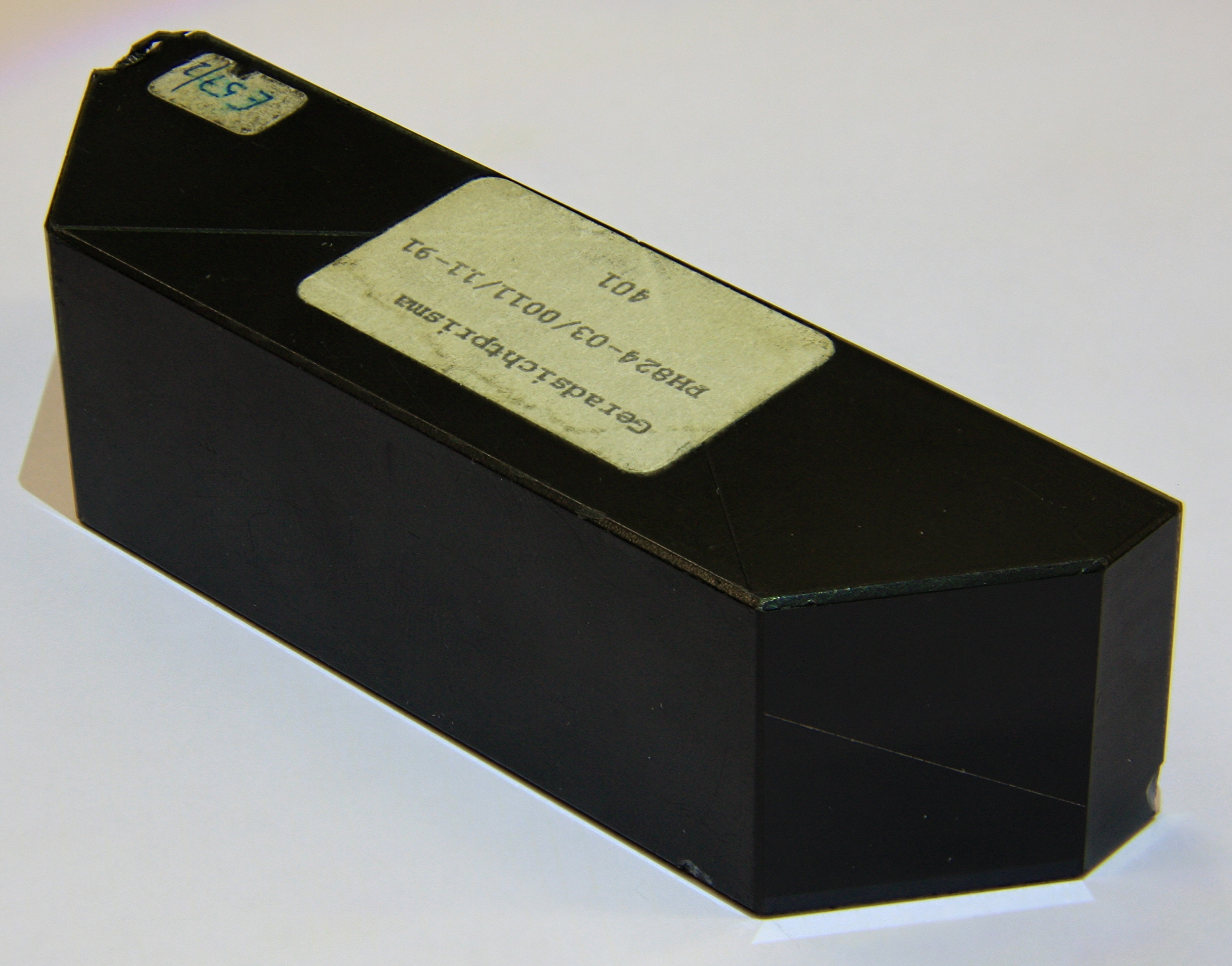
Ein Geradsichtprisma nach Amici
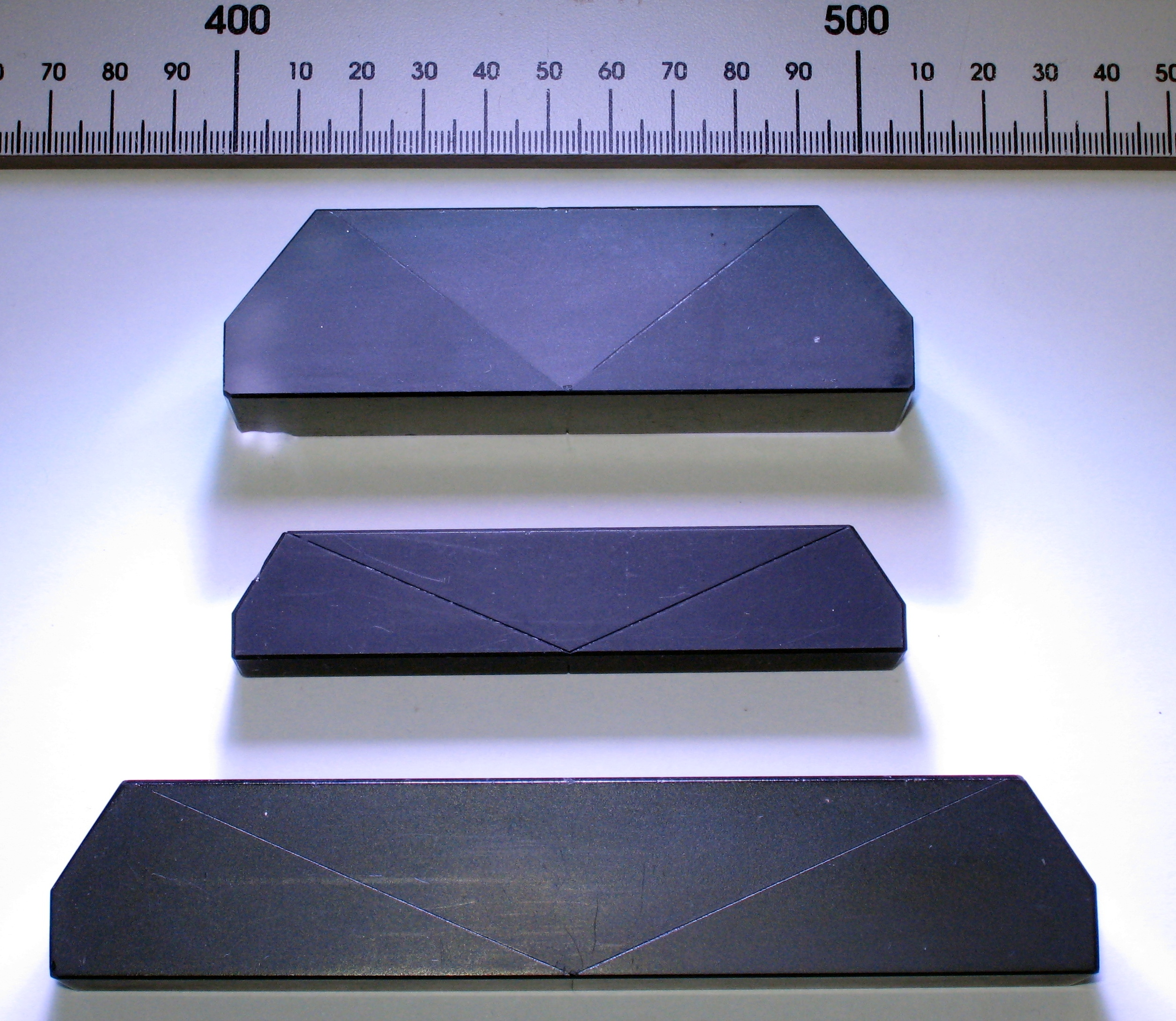
Verschiedene Geradsichtprismen
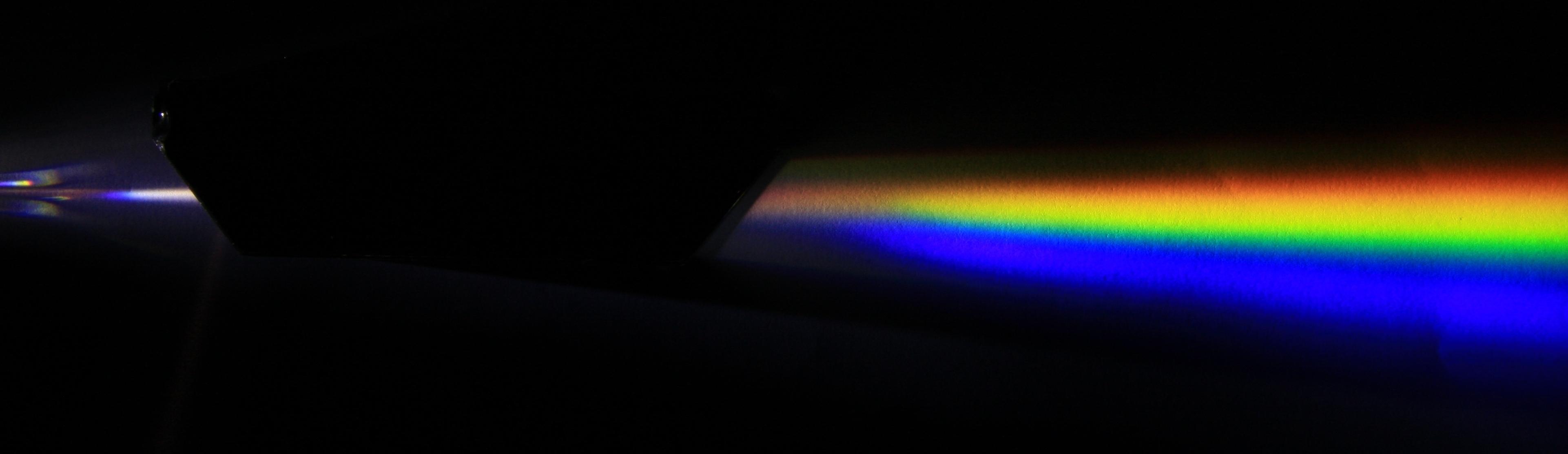
Dispersion mithilfe eines Geradsichtprismas
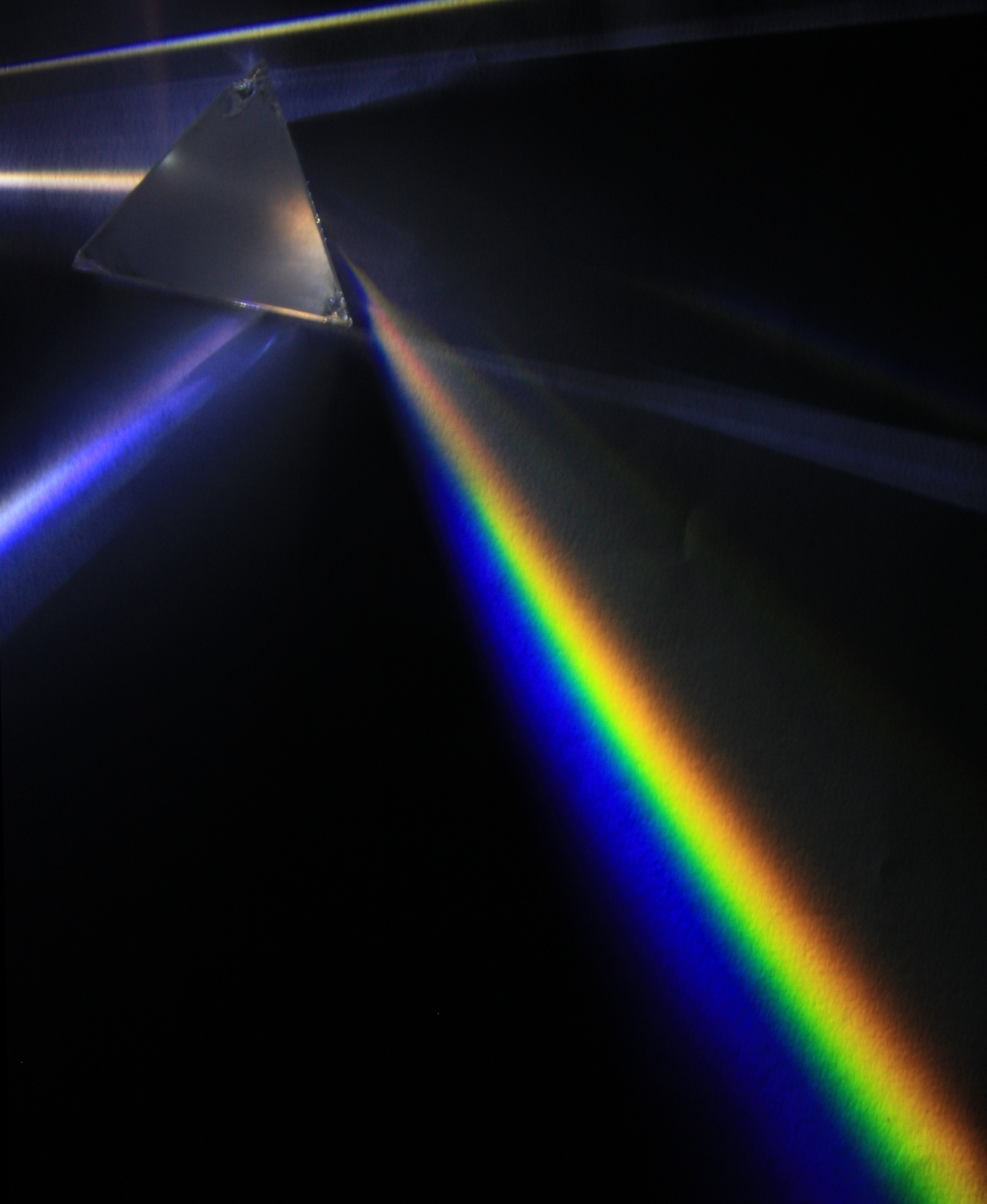
Dispersion mithilfe eines normalen Prismas aus Flintglas